# Listă de insule grupate după suprafață

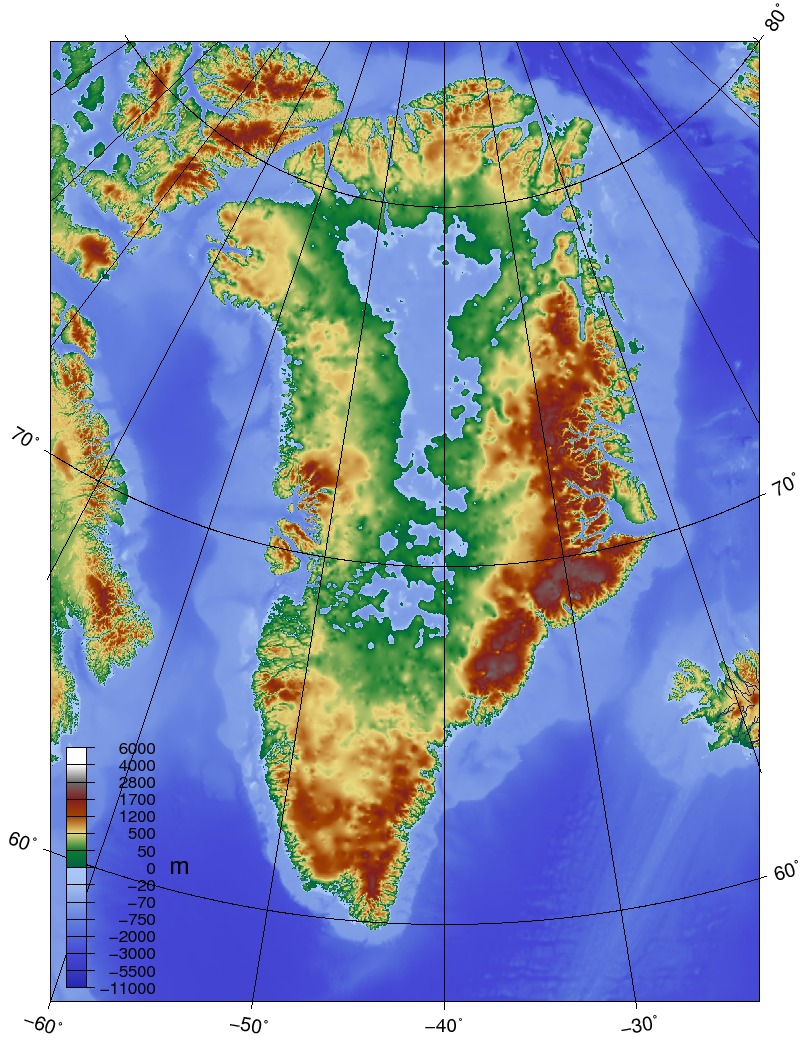
Groenlanda, cea mai mare insulă din lume

Lista celor mai mari insule din lume clasifică zonele naturale de teren de dimensiuni mai mici decât ale unui continent și complet înconjurate de apă. 
Insulele pot fi continentale, formate prin separarea de un continent în urma deplasării plăcilor tectonice, sau oceanice, care nu au făcut niciodată parte dintr-un continent, ci au fost formate fie prin activitatea vulcanică, fie prin transformarea recifelor de corali în atoli, fie prin depunerea de sedimente de-a lungul țărmurilor. De asemenea, insulele fluviale se pot forma din sedimente și resturi transportate de apele curgătoare. 
Măsurarea exactă a suprafeței unei insule și a lungimii coastelor sale este dificilă, în special din cauza formelor profund neregulate ale acestora. Prin urmare, valorile măsurate sunt de fapt aproximări, situație cunoscută sub numele de „paradoxul liniei de coastă”.
În august 2025, erau cartografiate 5 insule continentale (Groenlanda, Noua Guinee, Borneo, Madagascar și Baffin), fiecare cu o suprafață de peste 500.000 km2, 21.818 insule cu o suprafață mai mare de 1 km2 și 318.868 insule mai mici de 1 km2.
Lista cuprinde insule naturale, inclusiv fluviale, respectiv situate în zonele de vărsare ale apelor curgătoare, cu o suprafață de peste 1.000 km2. Valorile provin din baza de date Global Islands (version 3) a Națiunilor Unite. Ordinea este descrescătoare, în funcție de valoarea suprafeței.
| Nume                                              | Localizare geografică                                   | Zonă maritimă                                                                      | Țară                 | Diviziune administrativă                                                                                | Suprafață (km2) | Lungimea coastei (km) |
|                                                   |                                                         |                                                                                    |                      | |                 |                       |
| ------------------------------------------------- | ------------------------------------------------------- | ---------------------------------------------------------------------------------- | -------------------- | --- | --------------- | --------------------- |
| Groenlanda                                        | America de Nord                                         | Oceanul Atlantic                                                                   | Danemarca            | Groenlanda                                                                                              | 2.108.459,47    | 59.159,34             |
| Noua Guinee                                       | Asia de Sud-Est                                         | Oceanul Pacific, Marea Arafura                                                     | Indonezia            | Papua și Papua de Vest                                                                                  | 773.751,01      | 33.430,11             |
| Noua Guinee                                       | Asia de Sud-Est                                         | Oceanul Pacific, Marea Arafura                                                     | Papua Noua Guinee    | | 773.751,01      | 33.430,11             |
| Borneo                                            | Asia de Sud-Est, Arhipelagul Sunda                      | Oceanul Pacific                                                                    | Brunei               | | 723.154,07      | 19.901,02             |
| Borneo                                            | Asia de Sud-Est, Arhipelagul Sunda                      | Oceanul Pacific                                                                    | Indonezia            | Kalimantan Central, Kalimantan de Est, Kalimantan de Sud și Kalimantan de Vest                          | 723.154,07      | 19.901,02             |
| Borneo                                            | Asia de Sud-Est, Arhipelagul Sunda                      | Oceanul Pacific                                                                    | Malaysia             | Sabah și Sarawak                                                                                        | 723.154,07      | 19.901,02             |
| Madagascar                                        | Africa                                                  | Oceanul Indian                                                                     | Madagascar           | | 592.521,41      | 13.377,56             |
| Baffin                                            | America de Nord, Arhipelagul Arctic Canadian            | Oceanul Arctic                                                                     | Canada               | Nunavut                                                                                                 | 507.204,95      | 44.147,74             |
| Sumatra                                           | Asia de Sud-Est, Arhipelagul Sunda                      | Oceanul Indian                                                                     | Indonezia            | Aceh, Bengkulu, Jambi, Lampung, Riau, Sumatra de Nord, Sumatra de Sud și Sumatra de Vest                | 428.134,16      | 13.205,14             |
| Honshu                                            | Asia                                                    | Oceanul Pacific, Marea Japoniei                                                    | Japonia              | Chūbu, Chūgoku, Kansai, Kantō și Tōhoku                                                                 | 228.296,26      | 12.789,63             |
| Victoria                                          | America de Nord. Arhipelagul Arctic Canadian            | Oceanul Arctic                                                                     | Canada               | Teritoriile de Nordvest și Nunavut                                                                      | 219.191,31      | 12.393,91             |
| Marea Britanie                                    | Europa, Insulele Britanice                              | Oceanul Atlantic, Marea Nordului, Marea Irlandeză, Marea Celtică, Marea Hebridelor | Regatul Unit         | Anglia, Scoția și Țara Galilor                                                                          | 218.634,50      | 12.126,23             |
| Ellesmere                                         | America de Nord, Arhipelagul Arctic Canadian            | Oceanul Arctic                                                                     | Canada               | Nunavut                                                                                                 | 197.790,33      | 18.853,65             |
| Sulawesi                                          | Asia de Sud-Est                                         | Oceanul Pacific, Marea Banda, Marea Celebes, Marea Molucelor                       | Indonezia            | Gorontalo, Sulawesi Central, Sulawesi de Nord, Sulawesi de Sud, Sulawesi de Sud-Est și Sulawesi de Vest | 169.981,39      | 8.720,71              |
| Insula de Sud                                     | Australasia                                             | Oceanul Pacific                                                                    | Noua Zeelandă        | Canterbury, Otago, Southland, West Coast, Districtul Tasman, Nelson, Marlborough                        | 150.683,06      | 7.982,99              |
| Java                                              | Asia de Sud-Est, Arhipelagul Sunda                      | Oceanul Indian, Marea Java                                                         | Indonezia            | Jakarta, Banten, Yogyakarta, Java Centrală, Java de Est și Java de Vest                                 | 127.467,41      | 4.683,19              |
| Insula de Nord                                    | Australasia                                             | Oceanul Pacific, Marea Tasmaniei                                                   | Noua Zeelandă        | Northland, Auckland, Waikato, Bay of Plenty, Taranaki, Hawkes Bay, Manawatu-Wanganui, Wellington        | 114.573,11      | 7.835,41              |
| Newfoundland                                      | America de Nord                                         | Oceanul Atlantic, Marea Labrador                                                   | Canada               | Newfoundland și Labrador                                                                                | 108.878,06      | 12.171,62             |
| Cuba                                              | America de Nord, Antilele Mari                          | Marea Caraibilor                                                                   | Cuba                 | | 105.468,33      | 7.056,30              |
| Luzon                                             | Asia de Sud-Est, Arhipelagul Filipine                   | Oceanul Pacific, Marea Filipinelor                                                 | Filipine             | Bicol, Cagayan Valley, Calabarzon, Luzon Central, Cordillera, Ilocos și Regiunea Capitalei Naționale    | 104.835,31      | 7.887,09              |
| Islanda                                           | Europa                                                  | Oceanul Atlantic, Oceanul Arctic                                                   | Islanda              | | 100.260,91      | 8.133,58              |
| Mindanao                                          | Asia de Sud-Est, Arhipelagul Sunda                      | Oceanul Pacific, Marea Filipinelor, Marea Celebes, Marea Sulu, Marea Bohol         | Filipine             | Caraga, Davao, Mindanao Musulman, Mindanao de Nord, Soccsksargen și Peninsula Zamboanga                 | 94.468,78       | 5.043,06              |
| Irlanda                                           | Europa, Insulele Britanice                              | Oceanul Atlantic                                                                   | Irlanda              | | 83.720,80       | 6.685,07              |
| Irlanda                                           | Europa, Insulele Britanice                              | Oceanul Atlantic                                                                   | Regatul Unit         | Irlanda de Nord                                                                                         | 83.720,80       | 6.685,07              |
| Hokkaido                                          | Asia                                                    | Oceanul Pacific, Marea Japoniei, Marea Ohoțk                                       | Japonia              | Hokkaidō                                                                                                | 77.658,66       | 4.011,35              |
| Hispaniola                                        | Antilele Mari                                           | Oceanul Atlantic, Marea Caraibilor                                                 | Haiti                | | 74.365,90       | 3.323,69              |
| Hispaniola                                        | Antilele Mari                                           | Oceanul Atlantic, Marea Caraibilor                                                 | Republica Dominicană | | 74.365,90       | 3.323,69              |
| Sahalin                                           | Eurasia, Orientul Îndepărtat Rus                        | Oceanul Pacific, Marea Japoniei, Marea Ohoțk                                       | Rusia                | Regiunea Sahalin                                                                                        | 74.237,11       | 6.098,89              |
| Banks                                             | America de Nord, Arhipelagul Arctic Canadian            | Oceanul Arctic, Marea Beaufort                                                     | Canada               | Teritoriile de Nordvest                                                                                 | 70.191,02       | 3.887,54              |
| Sri Lanka                                         | Asia                                                    | Oceanul Indian                                                                     | Sri Lanka            | | 65.916,13       | 2.822,00              |
| Tasmania                                          | Australasia                                             | Oceanul Indian                                                                     | Australia            | Tasmania                                                                                                | 64.333,21       | 4.780,34              |
| Devon                                             | America de Nord, Arhipelagul Arctic Canadian            | Oceanul Arctic                                                                     | Canada               | Nunavut                                                                                                 | 55.535,39       | 6.172,72              |
| Insula Alexandru I                                | Antarctica                                              | Oceanul Antarctic, Marea Bellingshausen                                            | Antarctica           | | 51.947,36       | 2.824,88              |
| Isla Grande de Tierra del Fuego                   | America de Sud, Țara de Foc                             | Oceanul Atlantic, Oceanul Pacific                                                  | Argentina            | Tierra del Fuego                                                                                        | 47.271,77       | 5.477,97              |
| Isla Grande de Tierra del Fuego                   | America de Sud, Țara de Foc                             | Oceanul Atlantic, Oceanul Pacific                                                  | Chile                | Regiunea Magallanes și Antarctica Chiliană                                                              | 47.271,77       | 5.477,97              |
| Severni                                           | Eurasia, Novaia Zemlia                                  | Oceanul Arctic                                                                     | Rusia                | Regiunea Arhanghelsk                                                                                    | 45.245,73       | 6.824,90              |
| Southampton                                       | America de Nord, Arhipelagul Arctic Canadian            | Oceanul Arctic                                                                     | Canada               | Nunavut                                                                                                 | 43.069,35       | 2.606,19              |
| Melville                                          | America de Nord, Arhipelagul Arctic Canadian            | Oceanul Arctic                                                                     | Canada               | Teritoriile de Nordvest și Nunavut                                                                      | 42.330,26       | 6.164,84              |
| Axel Heiberg                                      | America de Nord, Arhipelagul Arctic Canadian            | Oceanul Arctic                                                                     | Canada               | Nunavut                                                                                                 | 42.276,97       | 5.976,60              |
| Spitsbergen                                       | Europa, Arhipelagul Svalbard                            | Oceanul Arctic, Marea Groenlandei                                                  | Norvegia             | Svalbard                                                                                                | 37.379,69       | 4.507,40              |
| Kyushu                                            | Asia, Arhipelagul japonez                               | Oceanul Pacific, Marea Chinei, Marea Japoniei                                      | Japonia              | | 36.837,80       | 4.602,91              |
| Taiwan                                            | Asia, Arhipelagul Penghu                                | Oceanul Pacific, Marea Chinei de Est, Marea Chinei de Sud, Marea Filipinelor       | Taiwan               | | 35.935,90       | 2.068,15              |
| Noua Britanie                                     | Oceania, Arhipelagul Bismarck                           | Oceanul Pacific, Marea Solomon                                                     | Papua Noua Guinee    | Noua Britanie de Est și Noua Britanie de Vest                                                           | 35.593,19       | 2.317,02              |
| Hainan                                            | Asia                                                    | Marea Chinei de Sud                                                                | China                | Hainan                                                                                                  | 34.242,70       | 1.692,22              |
| Prince of Wales                                   | America de Nord, Arhipelagul Arctic Canadian            | Oceanul Arctic                                                                     | Canada               | Nunavut                                                                                                 | 33.307,98       | 4.682,51              |
| Iujni                                             | Eurasia, Novaia Zemlia                                  | Oceanul Arctic                                                                     | Rusia                | Regiunea Arhanghelsk                                                                                    | 32.342,54       | 5.109,19              |
| Vancouver                                         | America de Nord                                         | Oceanul Pacific                                                                    | Canada               | Columbia Britanică                                                                                      | 31.815,31       | 4.425,30              |
| Marajo                                            | America de Sud                                          | Oceanul Atlantic                                                                   | Brazilia             | Pará | 31.599,17       | 3.654,12              |
| Timor                                             | Asia de Sud-Est                                         | Oceanul Indian, Marea Timor                                                        | Timorul de Est       | | 28.791,02       | 1.358,86              |
| Timor                                             | Asia de Sud-Est                                         | Oceanul Indian, Marea Timor                                                        | Indonezia            | Nusa Tenggara de Est                                                                                    | 28.791,02       | 1.358,86              |
| Sicilia                                           | Europa                                                  | Marea Mediterană                                                                   | Italia               | Sicilia                                                                                                 | 25.498,34       | 1.191,98              |
| Somerset                                          | America de Nord, Arhipelagul Arctic Canadian            | Oceanul Arctic                                                                     | Canada               | Nunavut                                                                                                 | 24.754,51       | 2.323,91              |
| Sardinia                                          | Europa                                                  | Marea Mediterană                                                                   | Italia               | Sardinia                                                                                                | 23.826,57       | 1.453,38              |
| Kotelnîi                                          | Eurasia                                                 | Oceanul Arctic                                                                     | Rusia                | Iacuția                                                                                                 | 23.553,48       | 4.345,68              |
| Shikoku                                           | Asia, Arhipelagul japonez                               | Oceanul Pacific                                                                    | Japonia              | Ehime, Kagawa, Kōchi, Tokushima                                                                         | 18.372,83       | 2.310,37              |
| Halmahera                                         | Asia de Sud-Est                                         | Oceanul Pacific, Marea Molucelor                                                   | Indonezia            | Maluku de Nord                                                                                          | 18.110,20       | 1.885,94              |
| Ceram                                             | Asia de Sud-Est, Insulele Moluce                        | Oceanul Pacific, Marea Banda, Marea Seram                                          | Indonezia            | Maluku                                                                                                  | 17.510,68       | 1.230,20              |
| Grande Terre                                      | Melanezia                                               | Oceanul Pacific                                                                    | Franța               | Noua Caledonie                                                                                          | 16.368,26       | 2.471,22              |
| Bathurst                                          | America de Nord, Arhipelagul Arctic Canadian            | Oceanul Arctic                                                                     | Canada               | Nunavut                                                                                                 | 16.050,61       | 3.797,83              |
| Prince Patrick                                    | America de Nord, Arhipelagul Arctic Canadian            | Oceanul Arctic                                                                     | Canada               | Teritoriile de Nordvest                                                                                 | 15.792,19       | 3.797,26              |
| Sumbawa                                           | Asia de Sud-Est, Arhipelagul Sunda                      | Oceanul Indian, Marea Flores                                                       | Indonezia            | Nusa Tenggara de Vest                                                                                   | 14.510,79       | 1.626,09              |
| Nordaustlandet                                    | Europa                                                  | Oceanul Atlantic                                                                   | Norvegia             | Svalbard                                                                                                | 14.213,90       | 2.107,31              |
| Flores                                            | Asia de Sud-Est, Insulele Tanimbar                      | Oceanul Indian, Marea Flores                                                       | Indonezia            | Nusa Tenggara de Est                                                                                    | 14.127,78       | 1.374,48              |
| Insula Revoluției din Octombrie                   | Eurasia                                                 | Oceanul Arctic                                                                     | Rusia                | Ținutul Krasnoiarsk                                                                                     | 14.119,63       | 1.862,26              |
| Delmarva                                          | America de Nord                                         | Oceanul Atlantic                                                                   | Statele Unite        | Delaware, Maryland și Virginia                                                                          | 13.904,59       | 4.436,29              |
| King William                                      | America de Nord, Arhipelagul Arctic Canadian            | Oceanul Arctic                                                                     | Canada               | Nunavut                                                                                                 | 13.174,63       | 2.081,59              |
| Negros                                            | Asia de Sud-Est, Arhipelagul Sunda, Arhipelagul Visayas | Oceanul Pacific, Marea Sulu, Marea Bohol, Marea Visayan                            | Filipine             | Visaya Centrale și Visaya de Vest                                                                       | 12.849,94       | 1.010,92              |
| Insula Petru cel Mare                             | Asia                                                    | Oceanul Pacific, Marea Japoniei, Golful Petru cel Mare (Zaliv Petra Velikogo)      | Rusia                | Ținutul Primorski                                                                                       | 12.690,82       | 1.619,87              |
| Samar                                             | Asia de Sud-Est, Arhipelagul Sunda                      | Oceanul Pacific, Marea Filipinelor, Marea Samar                                    | Filipine             | Visaya de Est                                                                                           | 12.518,20       | 1.706,85              |
| Yos Sudarso (Dolak)                               | Asia de Sud-Est                                         | Oceanul Pacific, Marea Arafura                                                     | Indonezia            | Papua de Sud                                                                                            | 11.694,60       | 819,59                |
| Bangka                                            | Asia de Sud-Est, Arhipelagul Sunda                      | Marea Java                                                                         | Indonezia            | Bangka-Belitung                                                                                         | 11.611,88       | 1.081,95              |
| Palawan                                           | Asia de Sud-Est, Arhipelagul Sunda                      | Oceanul Pacific                                                                    | Filipine             | Mimaropa                                                                                                | 11.498,00       | 2.006,78              |
| Panay                                             | Asia de Sud-Est, Arhipelagul Sunda                      | Oceanul Pacific                                                                    | Filipine             | Visaya de Vest                                                                                          | 11.489,76       | 1.274,50              |
| Elleg Ringnes                                     | America de Nord, Arhipelagul Arctic Canadian            | Oceanul Arctic                                                                     | Canada               | Nunavut                                                                                                 | 11.350,45       | 2.148,01              |
| Insula Bolșevik                                   | Eurasia                                                 | Oceanul Arctic                                                                     | Rusia                | Ținutul Krasnoiarsk                                                                                     | 11.206,59       | 1.763,34              |
| Bylot                                             | America de Nord, Arhipelagul Arctic Canadian            | Oceanul Arctic                                                                     | Canada               | Nunavut                                                                                                 | 11.057,96       | 821,78                |
| Jamaica                                           | Antilele Mari                                           | Marea Caraibilor                                                                   | Jamaica              | | 11.037,29       | 845,78                |
| Sumba                                             | Asia de Sud-Est, Arhipelagul Sunda                      | Oceanul Indian                                                                     | Indonezia            | Nusa Tenggara de Est                                                                                    | 10.979,56       | 651,20                |
| Viti Levu                                         | Oceania                                                 | Oceanul Pacific                                                                    | Fiji                 | | 10.691,25       | 1.232,79              |
| Cape Breton                                       | America de Nord                                         | Oceanul Atlantic                                                                   | Canada               | Nova Scotia                                                                                             | 10.513,17       | 2.166,55              |
| Hawaii                                            | Oceania, Insulele Hawaii                                | Oceanul Pacific                                                                    | Statele Unite        | Hawaii                                                                                                  | 10.492,91       | 537,84                |
| Delta Orinoco                                     | America de Sud                                          | Orinoco, Marea Caraibilor                                                          | Venezuela            | Delta Amacuro, Monagas și Sucre                                                                         | 10.290,80       | 2.011,52              |
| Mindoro                                           | Asia de Sud-Est, Arhipelagul Sunda                      | Oceanul Pacific                                                                    | Filipine             | Mimaropa                                                                                                | 9.859,38        | 891,12                |
| Insula Prince Charles                             | America de Nord, Arhipelagul Arctic Canadian            | Oceanul Arctic                                                                     | Canada               | Nunavut                                                                                                 | 9.665,87        | 691,35                |
| Kodiak                                            | America de Nord                                         | Oceanul Pacific                                                                    | Statele Unite        | Alaska                                                                                                  | 9.395,14        | 2.989,04              |
| Cipru                                             | Europa                                                  | Marea Mediterană                                                                   | Cipru                | | 9.283,52        | 753,75                |
| Cipru                                             | Europa                                                  | Marea Mediterană                                                                   | Ciprul de Nord       | | 9.283,52        | 753,75                |
| Cipru                                             | Europa                                                  | Marea Mediterană                                                                   | Regatul Unit         | Akrotiri și Dhekelia                                                                                    | 9.283,52        | 753,75                |
| Komsomolets                                       | Eurasia, Severnaia Zemlea                               | Oceanul Arctic                                                                     | Rusia                | Ținutul Krasnoiarsk                                                                                     | 8.948,02        | 1.216,89              |
| Puerto Rico                                       | Oceania, Antilele Mari                                  | Marea Caraibilor                                                                   | Puerto Rico          | stat asociat cu Statele Unite ale Americii                                                              | 8.759,47        | 741,81                |
| Bougainville                                      | Oceania, Insulele Solomon                               | Oceanul Pacific, Marea Solomon                                                     | Papua Noua Guinee    | Bougainville                                                                                            | 8.750,75        | 688,30                |
| Corsica                                           | Europa                                                  | Marea Mediterană                                                                   | Franța               | Corse-du-Sud și Haute-Corse                                                                             | 8.729,67        | 871,17                |
| Buru                                              | Asia de Sud-Est, Insulele Moluce                        | Oceanul Pacific, Marea Ceram, Marea Banda                                          | Indonezia            | Maluku                                                                                                  | 8.584,82        | 484,25                |
| Disko                                             | America de Nord, Groenlanda                             | Oceanul Arctic, Marea Baffin                                                       | Danemarca            | Groenlanda                                                                                              | 8.449,43        | 1.133,72              |
| Carney                                            | Antarctica                                              | Oceanul Antarctic                                                                  | Antarctica           | | 8.399,35        | 981,19                |
| Chiloe                                            | America de Sud, Arhipelagul Chiloé                      | Oceanul Pacific                                                                    | Chile                | Los Lagos                                                                                               | 8.320,61        | 1.541,59              |
| Creta                                             | Europa                                                  | Marea Egee, Marea Mediterană                                                       | Grecia               | Creta                                                                                                   | 8.296,38        | 1.032,95              |
| Anticosti                                         | America de Nord                                         | Oceanul Atlantic, Golful Sf. Laurențiu                                             | Canada               | Quebec                                                                                                  | 7.953,55        | 546,29                |
| Vranghel                                          | Eurasia                                                 | Oceanul Arctic                                                                     | Rusia                | Ciukotka                                                                                                | 7.614,84        | 1.790,42              |
| Roosevelt                                         | Antarctica                                              | Oceanul Antarctic                                                                  | Antarctica           | | 7.311,65        | 581,59                |
| Prince of Wales                                   | America de Nord                                         | Oceanul Pacific                                                                    | Statele Unite        | Alaska                                                                                                  | 7.232,07        | 3.908,39              |
| Sjælland (Zealand)                                | Europa                                                  | Marea Baltică                                                                      | Danemarca            | Regiunea Hovedstaden, Regiunea Sjælland                                                                 | 7.161,09        | 1.135,18              |
| Noua Irlandă                                      | Oceania                                                 | Oceanul Pacific, Marea Bismarck, Marea Solomon                                     | Papua Noua Guinee    | | 7.073,13        | 1.072,25              |
| Cornwallis                                        | America de Nord, Arhipelagul Arctic Canadian            | Oceanul Arctic                                                                     | Canada               | Nunavut                                                                                                 | 7.070,11        | 1.108,75              |
| Leyte                                             | Asia de Sud-Est, Arhipelagul Sunda, Arhipelagul Visayas | Oceanul Pacific, Marea Visayan, Marea Camotes, Marea Bohol                         | Filipine             | Visaya de Est                                                                                           | 7.056,36        | 969,23                |
| Grande Terre (Kerguelen)                          | Antarctica                                              | Oceanul Indian                                                                     | Franța               | Teritoriile australe și antarctice franceze                                                             | 6.576,19        | 2.594,29              |
| Graham                                            | America de Nord                                         | Oceanul Pacific                                                                    | Canada               | Columbia Britanică                                                                                      | 6.552,25        | 1.802,25              |
| Falkland de Est                                   | America de Sud                                          | Oceanul Atlantic                                                                   | Regatul Unit         | Insulele Falkland                                                                                       | 6.502,10        | 2.947,11              |
| Noua Siberie                                      | America de Nord                                         | Oceanul Arctic                                                                     | Rusia                | Iacuția                                                                                                 | 6.240,45        | 1.355,87              |
| Wellington                                        | America de Sud, Țara de Foc                             | Oceanul Pacific                                                                    | Chile                | Regiunea Magallanes și Antarctica Chiliană                                                              | 5.864,04        | 4.320,44              |
| Vanua Levu                                        | Oceania                                                 | Oceanul Pacific                                                                    | Fiji                 | | 5.816,86        | 1.104,28              |
| Prince Edward                                     | America de Nord                                         | Oceanul Atlantic                                                                   | Canada               | Prince Edward Island                                                                                    | 5.740,96        | 1.797,02              |
| Coats                                             | America de Nord                                         | Oceanul Arctic                                                                     | Canada               | Nunavut                                                                                                 | 5.708,64        | 610,82                |
| Melville                                          | Oceania                                                 | Oceanul Indian, Marea Timor                                                        | Australia            | Teritoriul de Nord                                                                                      | 5.656,95        | 1.923,83              |
| Siple                                             | Antarctica                                              | Oceanul Antarctic                                                                  | Antarctica           | | 5.629,96        | 949,38                |
| Bali                                              | Asia de Sud-Est, Arhipelagul Sunda                      | Oceanul Indian                                                                     | Indonezia            | Bali | 5.413,42        | 503,79                |
| Guadalcanal                                       | Oceania, Arhipelagul Solomon                            | Oceanul Pacific, Marea Solomon                                                     | Insulele Solomon     | | 5.394,04        | 431,13                |
| Chicagof                                          | America de Nord, Arhipelagul Alexander                  | Oceanul Pacific                                                                    | Statele Unite        | Alaska                                                                                                  | 5.393,02        | 1.933,72              |
| Amund Ringnes                                     | America de Nord, Arhipelagul Arctic Canadian            | Oceanul Arctic                                                                     | Canada               | Nunavut                                                                                                 | 5.289,51        | 965,48                |
| Bolșoi Leahovski                                  | Eurasia, Insulele Noua Siberie                          | Oceanul Arctic, Marea Laptev, Marea Siberiei de Est                                | Rusia                | Iacuția                                                                                                 | 5.271,27        | 969,25                |
| Kolguiev                                          | Eurasia                                                 | Oceanul Arctic, Marea Barents                                                      | Rusia                | Regiunea Arhanghelsk                                                                                    | 5.070,58        | 592,38                |
| Mackenzie King                                    | America de Nord, Arhipelagul Arctic Canadian            | Oceanul Arctic                                                                     | Canada               | Teritoriile de Nordvest și Nunavut                                                                      | 5.056,27        | 936,86                |
| Adelaide                                          | Antarctica                                              | Oceanul Antarctic                                                                  | Antarctica           | | 5.041,55        | 583,54                |
| Edgeoya                                           | Europa                                                  | Oceanul Arctic                                                                     | Norvegia             | Svalbard                                                                                                | 4.988,68        | 571,83                |
| Trinidad                                          | Caraibe                                                 | Oceanul Atlantic, Marea Caraibilor                                                 | Trinidad-Tobago      | | 4.859,33        | 506,61                |
| Isabela                                           | America de Sud, Insulele Galápagos                      | Oceanul Pacific                                                                    | Ecuador              | Provincia Galápagos                                                                                     | 4.737,22        | 574,06                |
| Iutlanda de Nord                                  | Europa                                                  | Marea Nordului                                                                     | Danemarca            | Regiunea Nordjylland                                                                                    | 4.665,45        | 685,10                |
| Belitung                                          | Asia de Sud-Est, Arhipelagul Sunda                      | Marea Java                                                                         | Indonezia            | Bangka-Belitung                                                                                         | 4.642,55        | 535,48                |
| St. Lawrence                                      | America de Nord                                         | Oceanul Pacific, Marea Bering                                                      | Statele Unite        | Alaska                                                                                                  | 4.593,62        | 1.500,64              |
| Lombok                                            | Asia de Sud-Est, Arhipelagul Sunda                      | Oceanul Indian                                                                     | Indonezia            | Nusa Tenggara de Vest                                                                                   | 4.569,53        | 619,37                |
| Buton                                             | Asia de Sud-Est                                         | Oceanul Indian, Marea Flores                                                       | Indonezia            | Sulawesi de Sud-Est                                                                                     | 4.534,76        | 780,36                |
| Stefansson                                        | America de Nord, Arhipelagul Arctic Canadian            | Oceanul Arctic                                                                     | Canada               | Nunavut                                                                                                 | 4.490,11        | 779,15                |
| Madura                                            | Asia de Sud-Est, Arhipelagul Sunda                      | Oceanul Indian, Marea Java                                                         | Indonezia            | Java de Est                                                                                             | 4.481,54        | 586,66                |
| Delta Mekong                                      | Asia de Sud-Est, Arhipelagul Sunda                      | Mekong, Marea Chinei de Sud                                                        | Vietnam              | Regiunea Delta Mekong                                                                                   | 4.467,82        | 562,90                |
| Falkland de Vest                                  | America de Sud, Insulele Falkland                       | Oceanul Atlantic                                                                   | Regatul Unit         | Insulele Falkland                                                                                       | 4.450,32        | 2.107,06              |
| Cebu                                              | Asia de Sud-Est, Arhipelagul Sunda, Arhipelagul Visaya  | Oceanul Pacific, Marea Visaya, Marea Camotes, Marea Bohol                          | Filipine             | Visaya Centrale                                                                                         | 4.446,53        | 686,50                |
| Kangaroo                                          | Oceania                                                 | Oceanul Indian                                                                     | Australia            | Australia de Sud                                                                                        | 4.412,31        | 594,36                |
| Admiralty                                         | America de Nord, Arhipelagul Alexander                  | Oceanul Pacific                                                                    | Statele Unite        | Alaska                                                                                                  | 4.396,00        | 1.684,63              |
| Insula Hoste                                      | America de Sud, Țara de Foc                             | Oceanul Atlantic, Oceanul Pacific                                                  | Chile                | Regiunea Magallanes și Antarctica Chiliană                                                              | 4.251,45        | 2.285,42              |
| Baranof                                           | America de Nord, Arhipelagul Alexander                  | Oceanul Pacific                                                                    | Statele Unite        | Alaska                                                                                                  | 4.224,87        | 2.236,00              |
| Nunivak                                           | America de Nord                                         | Marea Bering                                                                       | Statele Unite        | Alaska                                                                                                  | 4.176,77        | 912,37                |
| Nias                                              | Asia de Sud-Est, Arhipelagul Sunda                      | Oceanul Indian                                                                     | Indonezia            | Sumatra de Nord                                                                                         | 4.150,05        | 458,91                |
| Unimak                                            | America de Nord, Insulele Aleutine                      | Oceanul Pacific                                                                    | Statele Unite        | Alaska                                                                                                  | 4.047,19        | 745,26                |
| Espiritu Santo                                    | Oceania, Arhipelagul Vanuatu                            | Oceanul Pacific                                                                    | Vanuatu              | | 3.959,58        | 476,42                |
| Spaatz                                            | Antarctica                                              | Oceanul Antarctic                                                                  | Antarctica           | | 3.900,04        | 368,62                |
| Siberut                                           | Asia de Sud-Est, Arhipelagul Sunda                      | Oceanul Indian                                                                     | Indonezia            | Sumatra de Vest                                                                                         | 3.847,75        | 470,41                |
| Santa Isabel                                      | Oceania, Arhipelagul Solomon                            | Oceanul Pacific                                                                    | Insulele Solomon     | | 3.812,17        | 902,60                |
| Bohol                                             | Asia de Sud-Est, Arhipelagul Sunda                      | Oceanul Pacific                                                                    | Filipine             | Visaya Centrale                                                                                         | 3.793,73        | 440,80                |
| Malaita                                           | Oceania, Arhipelagul Solomon                            | Oceanul Pacific                                                                    | Insulele Solomon     | | 3.749,11        | 703,84                |
| Milne                                             | Europa, Groenlanda                                      | Marea Groenlandei                                                                  | Danemarca            | Groenlanda                                                                                              | 3.713,42        | 549,73                |
| Evia                                              | Europa                                                  | Marea Egee, Marea Mediterană                                                       | Grecia               | Grecia Centrală                                                                                         | 3.667,18        | 710,09                |
| Ilha Grande do Gurupá                             | America de Sud                                          | Amazon, Oceanul Atlantic                                                           | Brazilia             | Pará | 3.644,20        | 686,74                |
| Majorca                                           | Europa, Insulele Baleare                                | Marea Mediterană                                                                   | Spania               | Insulele Baleare                                                                                        | 3.629,96        | 510,58                |
| Socotra                                           | Marea Arabiei, Arhipelagul Socotra                      | Oceanul Indian                                                                     | Yemen                | Hadhramaut                                                                                              | 3.619,23        | 334,34                |
| Georgia de Sud                                    | America de Sud                                          | Oceanul Atlantic                                                                   | Regatul Unit         | Georgia de Sud și Insulele Sandwich de Sud                                                              | 3.561,44        | 1.218,70              |
| Long Island                                       | America de Nord                                         | Oceanul Atlantic                                                                   | Statele Unite        | New York                                                                                                | 3.504,79        | 1.442,83              |
| Andros de Nord                                    | America de Nord, Arhipelagul Andros                     | Oceanul Atlantic                                                                   | Bahamas              | | 3.427,04        | 1.375,98              |
| Traill                                            | America de Nord, Groenlanda                             | Marea Groenlandei                                                                  | Danemarca            | Groenlanda                                                                                              | 3.407,67        | 535,08                |
| Yamdena                                           | Asia de Sud-Est, Insulele Tanimbar, Insulele Moluce     | Oceanul Pacific, Marea Arafura, Marea Timor, Marea Banda                           | Indonezia            | Maluku                                                                                                  | 3.282,79        | 634,11                |
| Vaigaci                                           | Eurasia                                                 | Oceanul Arctic                                                                     | Rusia                | Regiunea Arhanghelsk                                                                                    | 3.213,05        | 763,75                |
| Masbate                                           | Asia de Sud-Est, Arhipelagul Sunda                      | Oceanul Pacific, Marea Samar, Marea Sibuyan, Marea Visaya                          | Filipine             | Bicol                                                                                                   | 3.204,56        | 832,94                |
| Iturup                                            | Asia, Insulele Kurile                                   | Oceanul Pacific, Marea Ohoțk                                                       | Rusia                | Regiunea Sahalin                                                                                        | 3.163,42        | 728,74                |
| Mansel                                            | America de Nord                                         | Oceanul Arctic                                                                     | Canada               | Nunavut                                                                                                 | 3.162,26        | 421,98                |
| Choiseul                                          | Oceania, Arhipelagul Solomon                            | Oceanul Pacific                                                                    | Insulele Solomon     | | 3.126,61        | 584,89                |
| Akimiski                                          | America de Nord                                         | Oceanul Arctic, Golful Hudson                                                      | Canada               | Nunavut                                                                                                 | 3.112,89        | 328,91                |
| Makira                                            | Oceania, Arhipelagul Solomon                            | Oceanul Pacific                                                                    | Insulele Solomon     | | 3.084,69        | 541,95                |
| Waigeo                                            | Asia de Sud-Est, Arhipelagul Raja Ampat                 | Oceanul Pacific                                                                    | Indonezia            | Papua de Vest                                                                                           | 3.031,90        | 985,05                |
| Gotland                                           | Europa                                                  | Marea Baltică                                                                      | Suedia               | Gotlands län                                                                                            | 3.022,01        | 556,41                |
| Funen                                             | Europa                                                  | Marea Baltică                                                                      | Danemarca            | Syddanmark                                                                                              | 2.987,25        | 484,66                |
| Muna                                              | Asia de Sud-Est, Arhipelagul Buton                      | Oceanul Pacific, Marea Banda                                                       | Indonezia            | Sulawesi de Sud-Est                                                                                     | 2.955,70        | 506,41                |
| Taliabu                                           | Asia de Sud-Est, Arhipelagul Sula                       | Oceanul Pacific, Marea Molucelor                                                   | Indonezia            | Maluku de Nord                                                                                          | 2.944,65        | 420,86                |
| Moresby                                           | America de Nord                                         | Oceanul Pacific                                                                    | Canada               | Columbia Britanică                                                                                      | 2.929,22        | 1.840,03              |
| Revillagigedo                                     | America de Nord                                         | Oceanul Pacific                                                                    | Statele Unite        | Alaska                                                                                                  | 2.928,88        | 1.031,13              |
| Kupreanof                                         | America de Nord                                         | Oceanul Pacific                                                                    | Statele Unite        | Alaska                                                                                                  | 2.852,29        | 895,54                |
| Borden                                            | America de Nord, Arhipelagul Arctic Canadian            | Oceanul Arctic                                                                     | Canada               | Teritoriile de Nordvest și Nunavut                                                                      | 2.795,95        | 847,62                |
| Santa Ines                                        | America de Sud, Țara de Foc                             | Oceanul Pacific                                                                    | Chile                | Regiunea Magallanes și Antarctica Chiliană                                                              | 2.729,04        | 2.777,33              |
| Saaremaa                                          | Europa                                                  | Marea Baltică                                                                      | Estonia              | Saare                                                                                                   | 2.701,51        | 684,02                |
| Unalaska                                          | America de Nord                                         | Oceanul Pacific                                                                    | Statele Unite        | Alaska                                                                                                  | 2.698,41        | 1.558,56              |
| Wetar                                             | Asia de Sud-Est, Arhipelagul Barat Daya                 | Oceanul Pacific, Marea Banda                                                       | Indonezia            | Maluku                                                                                                  | 2.633,17        | 350,92                |
| Zemlia Georga                                     | Eurasia, Arhipelagul Franz Josef                        | Oceanul Arctic                                                                     | Rusia                | Regiunea Arhanghelsk                                                                                    | 2.620,44        | 1.048,41              |
| Biak                                              | Asia de Sud-Est, Arhipelagul Biak                       | Oceanul Pacific                                                                    | Indonezia            | Papua                                                                                                   | 2.523,65        | 486,57                |
| Jazīrat al Qaț‘ah                                 | Asia                                                    | Oceanul Indian, Golful Persic                                                      | Irak                 | Al-Basra                                                                                                | 2.522,41        | 389,38                |
| Reunion                                           | Africa, Arhipelagul Mascarene                           | Oceanul Indian                                                                     | Franța               | Réunion                                                                                                 | 2.520,23        | 234,48                |
| Navarino                                          | America de Sud, Țara de Foc                             | Oceanul Atlantic, Oceanul Pacific                                                  | Chile                | Regiunea Magallanes și Antarctica Chiliană                                                              | 2.513,86        | 509,70                |
| Obira                                             | Asia de Sud-Est, Arhipelagul Obi                        | Oceanul Pacific, Marea Molucelor, Marea Seram                                      | Indonezia            | Maluku de Nord                                                                                          | 2.480,01        | 295,01                |
| Insula James Ross                                 | Antarctica                                              | Oceanul Antarctic                                                                  | Antarctica           | | 2.460,23        | 406,92                |
| Insula Ross                                       | Antarctica                                              | Oceanul Antarctic                                                                  | Antarctica           | | 2.416,35        | 726,21                |
| Trangan                                           | Asia de Sud-Est, Insulele Moluce                        | Oceanul Pacific, Marea Arafura                                                     | Indonezia            | Maluku                                                                                                  | 2.413,07        | 580,97                |
| Caviana                                           | America de Sud                                          | Amazon, Oceanul Atlantic                                                           | Brazilia             | Pará | 2.406,41        | 493,44                |
| Ymer                                              | Groenlanda                                              | Marea Groenlandei                                                                  | Danemarca            | Groenlanda                                                                                              | 2.390,60        | 527,90                |
| Peleng                                            | Asia de Sud-Est                                         | Oceanul Pacific, Marea Molucelor                                                   | Indonezia            | Sulawesi Central                                                                                        | 2.352,18        | 554,99                |
| Princess Royal                                    | America de Nord                                         | Oceanul Pacific                                                                    | Canada               | Columbia Britanică                                                                                      | 2.294,15        | 751,14                |
| Morotai                                           | Asia de Sud-Est, Arhipelagul Sunda                      | Oceanul Pacific                                                                    | Indonezia            | Maluku de Nord                                                                                          | 2.290,52        | 263,21                |
| Groot Eylandt                                     | Oceania                                                 | Marea Arafura, Golful Carpentaria                                                  | Australia            | Teritoriul de Nord                                                                                      | 2.289,96        | 598,08                |
| Yapen                                             | Asia de Sud-Est                                         | Oceanul Pacific, Golful Cenderawasih                                               | Indonezia            | Papua                                                                                                   | 2.288,50        | 527,42                |
| Nelson                                            | America de Nord                                         | Oceanul Pacific, Marea Bering                                                      | Statele Unite        | Alaska                                                                                                  | 2.281,18        | 606,00                |
| Cornwallis                                        | America de Nord, Arhipelagul Arctic Canadian            | Oceanul Arctic                                                                     | Canada               | Nunavut                                                                                                 | 2.265,48        | 589,52                |
| Hinnoya                                           | Europa                                                  | Marea Norvegiei                                                                    | Norvegia             | Troms și Nordland                                                                                       | 2.239,07        | 931,03                |
| Anyer                                             | Asia de Sud-Est, Arhipelagul Sunda                      | Oceanul Pacific, Marea Java                                                        | Indonezia            | Kalimantan de Sud                                                                                       | 2.224,77        | 294,31                |
| Insula Charcot                                    | Antarctica                                              | Oceanul Antarctic                                                                  | Antarctica           | | 2.197,30        | 275,66                |
| Isla de la Juventud                               | America de Nord                                         | Marea Caraibilor                                                                   | Cuba                 | Isla de la Juventud                                                                                     | 2.196,86        | 382,06                |
| Ora Silliem                                       | Asia de Sud-Est, Noua Guinee                            | Oceanul Pacific, râul Digul                                                        | Indonezia            | Papua de Sud                                                                                            | 2.186,35        | 248,23                |
| Lewis și Harris                                   | Europa, Arhipelagul Hebridele exterioare                | Oceanul Atlantic                                                                   | Regatul Unit         | Scoția                                                                                                  | 2.171,72        | 890,70                |
| Aion                                              | Eurasia                                                 | Oceanul Arctic                                                                     | Rusia                | Ciukotka                                                                                                | 2.156,06        | 549,98                |
| Alor                                              | Asia de Sud-Est, Arhipelagul Alor                       | Oceanul Indian, Marea Banda, Marea Sawu                                            | Indonezia            | Nusa Tenggara de Est                                                                                    | 2.132,41        | 304,24                |
| Laut                                              | Asia de Sud-Est, Arhipelagul Sunda                      | Oceanul Pacific, Marea Java                                                        | Indonezia            | Kalimantan de Sud                                                                                       | 2.103,50        | 366,10                |
| Misool                                            | Asia de Sud-Est, Arhipelagul Raja Ampat                 | Oceanul Pacific                                                                    | Indonezia            | Papua de Vest                                                                                           | 2.097,39        | 418,31                |
| Magdalena                                         | America de Sud                                          | Oceanul Pacific                                                                    | Chile                | Regiunea Aisén                                                                                          | 2.082,22        | 663,32                |
| Anvers                                            | Antarctica                                              | Oceanul Antarctic                                                                  | Antarctica           | | 2.066,83        | 327,03                |
| Noua Georgie                                      | Oceania, Arhipelagul Solomon                            | Oceanul Pacific                                                                    | Insulele Solomon     | | 2.065,75        | 588,47                |
| Malakula                                          | Arhipelagul Vanuatu                                     | Oceanul Pacific, Marea Coralilor                                                   | Vanuatu              | | 2.058,20        | 395,78                |
| Tenerife                                          | Europa                                                  | Oceanul Atlantic                                                                   | Spania               | Insulele Canare                                                                                         | 2.047,17        | 302,14                |
| Paramușir                                         | Eurasia                                                 | Oceanul Pacific                                                                    | Rusia                | Regiunea Sahalin                                                                                        | 2.030,79        | 389,33                |
| Kuiu                                              | America de Nord, Arhipelagul Alexander                  | Oceanul Pacific                                                                    | Statele Unite        | Alaska                                                                                                  | 1.991,52        | 1.542,69              |
| Wilczek                                           | Eurasia, Arhipelagul Franz Josef                        | Oceanul Arctic                                                                     | Rusia                | Regiunea Arhanghelsk                                                                                    | 1.970,29        | 383,38                |
| Bioko                                             | Africa                                                  | Oceanul Atlantic, Golful Guineei                                                   | Guineea Ecuatorială  | | 1.949,50        | 232,78                |
| Karaginsky                                        | Eurasia                                                 | Oceanul Pacific, Marea Bering                                                      | Rusia                | Ținutul Kamceatka                                                                                       | 1.926,06        | 418,26                |
| Maui                                              | Oceania, Insulele Hawaii                                | Oceanul Pacific                                                                    | Statele Unite        | Hawaii                                                                                                  | 1.893,19        | 258,90                |
| Mauritius                                         | Africa                                                  | Oceanul Indian                                                                     | Mauritius            | | 1.872,95        | 276,97                |
| Bolșoi Beghicev                                   | Eurasia                                                 | Oceanul Arctic, Marea Laptev                                                       | Rusia                | Iacuția                                                                                                 | 1.868,56        | 842,98                |
| Flaherty                                          | America de Nord, Insulele Belcher                       | Oceanul Arctic, Golful Hudson                                                      | Canada               | Nunavut                                                                                                 | 1.861,56        | 1.232,45              |
| Manus                                             | Oceania, Arhipelagul Bismarck, Insulele Amiralității    | Oceanul Pacific                                                                    | Papua Noua Guinee    | Manus                                                                                                   | 1.859,34        | 380,63                |
| Jeju                                              | Asia                                                    | Oceanul Pacific                                                                    | Coreea de Sud        | Jeju-do                                                                                                 | 1.845,43        | 309,53                |
| Afognak                                           | America de Nord, Arhipelagul Kodiak                     | Oceanul Pacific                                                                    | Statele Unite        | Alaska                                                                                                  | 1.833,70        | 1.135,35              |
| Bacan                                             | Asia de Sud-Est, Insulele Moluce                        | Oceanul Pacific, Marea Molucelor                                                   | Indonezia            | Maluku de Nord                                                                                          | 1.823,46        | 365,98                |
| Bolșoi Șantar                                     | Eurasia, Insulele Șantar                                | Oceanul Pacific, Marea Ohoțk                                                       | Rusia                | Ținutul Habarovsk                                                                                       | 1.821,99        | 372,50                |
| Insula Albă                                       | Eurasia                                                 | Oceanul Arctic, Marea Kara                                                         | Rusia                | Iamalia-Neneția                                                                                         | 1.799,92        | 725,08                |
| Nares                                             | Europa, Groenlanda                                      | Oceanul Arctic, Marea Lincoln                                                      | Danemarca            | Groenlanda                                                                                              | 1.782,84        | 219,19                |
| Kobroor                                           | Asia de Sud-Est, Insulele Moluce                        | Marea Arafura                                                                      | Indonezia            | Maluku                                                                                                  | 1.762,50        | 387,75                |
| Umnak                                             | America de Nord, Insulele Aleutine                      | Oceanul Pacific                                                                    | Statele Unite        | Alaska                                                                                                  | 1.759,41        | 668,15                |
| Simeulue                                          | Asia de Sud-Est                                         | Oceanul Indian                                                                     | Indonezia            | Aceh | 1.750,02        | 538,49                |
| Air Force Island                                  | America de Nord, Arhipelagul Arctic Canadian            | Oceanul Arctic                                                                     | Canada               | Nunavut                                                                                                 | 1.737,74        | 284,29                |
| Air Force Island                                  | America de Nord                                         | Lacul Cloud                                                                        | Canada               | Noua Scoție                                                                                             | 1.737,74        | 284,37                |
| Richards                                          | America de Nord, Arhipelagul Arctic Canadian            | Oceanul Arctic, Marea Beaufort                                                     | Canada               | Teritoriile de Nordvest                                                                                 | 1.728,47        | 1.151,17              |
| Insula Societății de Geografie                    | Europa, Groenlanda                                      | Marea Groenlandei                                                                  | Danemarca            | Groenlanda                                                                                              | 1.724,56        | 418,94                |
| Savai'i                                           | Oceania, Arhipelagul Samoa                              | Oceanul Pacific                                                                    | Samoa                | | 1.714,47        | 225,60                |
| Stewart (Rakiura)                                 | Australasia                                             | Oceanul Pacific, Marea Tasmaniei                                                   | Noua Zeelandă        | Regiunea Southland                                                                                      | 1.705,12        | 769,70                |
| Insula Smyley                                     | Antarctica                                              | Oceanul Antarctic                                                                  | Antarctica           | 1.691,88                                                                                                | 251,32          |                       |
| Fraser                                            | Australasia                                             | Oceanul Pacific                                                                    | Australia            | Queensland                                                                                              | 1.672,18        | 411,72                |
| Fuerteventura                                     | Europa, Insulele Canare                                 | Oceanul Atlantic                                                                   | Spania               | Insulele Canare                                                                                         | 1.671,28        | 304,20                |
| Salawati                                          | Asia de Sud-Est, Arhipelagul Raja Ampat                 | Oceanul Pacific                                                                    | Indonezia            | Papua de Vest                                                                                           | 1.670,31        | 236,17                |
| Skye                                              | Europa, Arhipelagul Hebridelor interioare               | Oceanul Atlantic                                                                   | Regatul Unit         | Scoția                                                                                                  | 1.655,88        | 603,70                |
| Graham Bell                                       | Eurasia, Arhipelagul Franz Josef                        | Oceanul Arctic                                                                     | Rusia                | Regiunea Arhanghelsk                                                                                    | 1.650,79        | 268,07                |
| Lesbos                                            | Europa                                                  | Marea Egee, Marea Mediterană                                                       | Grecia               | Prefectura Lesbos                                                                                       | 1.637,99        | 372,38                |
| Pionier                                           | Eurasia, Severnaia Zemlea                               | Oceanul Arctic                                                                     | Rusia                | Ținutul Krasnoiarsk                                                                                     | 1.635,44        | 493,34                |
| Natuna Besar                                      | Asia de Sud-Est, Arhipelagul Sunda                      | Oceanul Pacific, Marea Chinei de Sud                                               | Indonezia            | Riau Kepulauan                                                                                          | 1.633,38        | 359,02                |
| Bathurst                                          | Australasia, Arhipelagul Arctic Canadian                | Oceanul Indian, Marea Timor                                                        | Australia            | Nunavut                                                                                                 | 1.624,61        | 935,23                |
| Zanzibar (Unguja)                                 | Africa, Arhipelagul Zanzibar                            | Oceanul Indian                                                                     | Tanzania             | Zanzibar                                                                                                | 1.601,54        | 338,38                |
| Rantau (Tebing Tinggi)                            | Asia de Sud-Est, Arhipelagul Sunda                      | Oceanul Pacific, Marea Chinei de Sud                                               | Indonezia            | Riau | 1.592,40        | 300,23                |
| Senja                                             | Europa                                                  | Marea Norvegiei                                                                    | Norvegia             | Troms                                                                                                   | 1.579,54        | 841,73                |
| Delta Mackenzie                                   | America de Nord                                         | Mackenzie, Oceanul Arctic, Marea Beaufort                                          | Canada               | Teritoriile de Nordvest                                                                                 | 1.579,00        | 1.385,50              |
| Gran Canaria                                      | Europa, Insulele Canare                                 | Oceanul Atlantic                                                                   | Spania               | Insulele Canare                                                                                         | 1.566,15        | 231,17                |
| Oahu                                              | Oceania, Insulele Hawaii                                | Oceanul Pacific                                                                    | Statele Unite        | Hawaii                                                                                                  | 1.559,82        | 322,02                |
| Tanahbesar                                        | Asia de Sud-Est, Insulele Moluce                        | Marea Arafura                                                                      | Indonezia            | Maluku                                                                                                  | 1.548,66        | 429,10                |
| Joinville                                         | Antarctica                                              | Oceanul Antarctic                                                                  | Antarctica           | | 1.546,53        | 246,41                |
| Eglinton                                          | America de Nord, Arhipelagul Arctic Canadian            | Oceanul Arctic                                                                     | Canada               | Teritoriile de Nordvest                                                                                 | 1.538,91        | 525,85                |
| Great Inagua                                      | America de Nord                                         | Oceanul Atlantic                                                                   | Bahamas              | | 1.536,17        | 318,14                |
| Delta Dunării                                     | Europa                                                  | Dunăre, Marea Neagră                                                               | România              | Județul Tulcea                                                                                          | 1.531,12        | 266,38                |
| Delta Dunării                                     | Europa                                                  | Dunăre, Marea Neagră                                                               | Ucraina              | Regiunea Odesa                                                                                          | 1.531,12        | 266,38                |
| Dawson                                            | America de Sud, Țara de Foc                             | Oceanul Atlantic, Oceanul Pacific                                                  | Chile                | Regiunea Magallanes și Antarctica Chiliană                                                              | 1.519,94        | 465,82                |
| Insula Mijlocie Andaman                           | Asia de Sud-Est, Insulele Andaman                       | Oceanul Indian                                                                     | India                | Andaman și Nicobar                                                                                      | 1.508,44        | 458,19                |
| Rupat                                             | Asia de Sud-Est, Arhipelagul Sunda                      | Strâmtoarea Malacca                                                                | Indonezia            | Riau | 1.505,00        | 277,85                |
| Qeshm                                             | Asia                                                    | Strâmtoarea Ormuz, Golful Persic                                                   | Iran                 | Provincia Hormozgan                                                                                     | 1.495,86        | 365,96                |
| Kunașir                                           | Asia, Insulele Kurile                                   | Oceanul Pacific, Marea Ohoțk                                                       | Rusia                | Regiunea Sahalin                                                                                        | 1.468,06        | 419,10                |
| Clavering                                         | Europa, Groenlanda                                      | Marea Groenlandei                                                                  | Danemarca            | Groenlanda                                                                                              | 1.457,09        | 354,97                |
| Guadeloupe                                        | America de Sud                                          | Marea Caraibilor                                                                   | Franța               | Departament de peste mări                                                                               | 1.451,66        | 342,97                |
| Cataduanes                                        | Asia de Sud-Est, Arhipelagul Sunda                      | Oceanul Pacific, Marea Filipinelor                                                 | Filipine             | Bicol                                                                                                   | 1.451,16        | 341,12                |
| Chongming                                         | Asia                                                    | Oceanul Pacific                                                                    | China                | Shanghai                                                                                                | 1.448,43        | 290,91                |
| Kauai                                             | Oceania, Insulele Hawaii                                | Oceanul Pacific                                                                    | Statele Unite        | Hawaii                                                                                                  | 1.445,69        | 191,38                |
| Delta Mackenzie                                   | America de Nord                                         | Mackenzie, Oceanul Arctic, Marea Beaufort                                          | Canada               | Teritoriile de Nordvest                                                                                 | 1.427,91        | 1.027,90              |
| Insula Fletcher                                   | Antarctica                                              | Oceanul Antarctic                                                                  | Antarctica           | 1.425,19                                                                                                | 261,85          |                       |
| Urup                                              | Asia, Insulele Kurile                                   | Oceanul Pacific, Marea Ohoțk                                                       | Rusia                | Regiunea Sahalin                                                                                        | 1.422,34        | 356,35                |
| Rodos                                             | Europa, Insulele Dodecaneze                             | Marea Egee, Marea Mediterană                                                       | Grecia               | Egeea de Sud                                                                                            | 1.405,94        | 233,78                |
| Ramree                                            | Asia de Sud-Est                                         | Oceanul Indian, Golful Bengal                                                      | Myanmar              | | 1.405,69        | 687,63                |
| Pitt                                              | America de Nord                                         | Oceanul Pacific                                                                    | Canada               | Columbia Britanică                                                                                      | 1.398,55        | 633,73                |
| Vicosa                                            | America de Sud                                          | Oceanul Atlantic                                                                   | Brazilia             | Pará | 1.389,62        | 548,98                |
| Graham                                            | America de Nord, Arhipelagul Arctic Canadian            | Oceanul Arctic, Golful Norvegian                                                   | Canada               | Nunavut                                                                                                 | 1.376,93        | 301,85                |
| Ostrovul Hardang-Sise                             | Eurasia                                                 | Oceanul Arctic, Marea Laptev                                                       | Rusia                | Iacuția                                                                                                 | 1.369,01        | 618,75                |
| Desolacion                                        | America de Sud, Țara de Foc                             | Oceanul Pacific                                                                    | Chile                | Regiunea Magallanes și Antarctica Chiliană                                                              | 1.364,41        | 1.849,90              |
| Flinders                                          | Australasia                                             | Oceanul Pacific, Marea Tasmaniei                                                   | Australia            | Tasmania                                                                                                | 1.363,82        | 299,38                |
| Öland                                             | Europa                                                  | Marea Baltică                                                                      | Suedia               | Öland                                                                                                   | 1.359,28        | 387,13                |
| Insula Andaman de Nord                            | Asia de Sud-Est, Insulele Andaman                       | Oceanul Indian, Golful Bengal                                                      | India                | Andaman și Nicobar                                                                                      | 1.356,34        | 575,85                |
| Nottingham                                        | America de Nord                                         | Strâmtoarea Hudson                                                                 | Canada               | Nunavut                                                                                                 | 1.349,62        | 398,83                |
| Fergusson                                         | Oceania, Insulele D'Entrecasteaux                       | Oceanul Pacific, Marea Solomon                                                     | Papua Noua Guinee    | Milne Bay                                                                                               | 1.335,35        | 234,10                |
| Lougheed                                          | America de Nord, Arhipelagul Arctic Canadian            | Oceanul Arctic                                                                     | Canada               | Nunavut                                                                                                 | 1.331,12        | 444,68                |
| Bhola                                             | Asia                                                    | Oceanul Indian, Golful Bengal                                                      | Bangladesh           | Barisal                                                                                                 | 1.294,54        | 323,56                |
| Aracena                                           | America de Sud, Țara de Foc                             | Oceanul Pacific, Oceanul Atlantic, Strâmtoarea Magellan                            | Chile                | Regiunea Magallanes și Antarctica Chiliană                                                              | 1.289,04        | 852,99                |
| Lembata                                           | Asia de Sud-Est, Arhipelagul Sunda, Arhipelagul Solor   | Oceanul Indian, Marea Banda                                                        | Indonezia            | Nusa Tenggara de Est                                                                                    | 1.273,00        | 365,05                |
| Barents                                           | Europa, Arhipelagul Svalbard                            | Oceanul Arctic, Marea Barents                                                      | Norvegia             | Svalbard                                                                                                | 1.267,85        | 266,22                |
| Rote                                              | Asia de Sud-Est, Arhipelagul Sunda                      | Oceanul Indian, Marea Timor                                                        | Indonezia            | Nusa Tenggara de Est                                                                                    | 1.254,09        | 380,98                |
| Insula Andaman de Sud                             | Asia de Sud-Est, Insulele Andaman                       | Oceanul Indian, Golful Bengal                                                      | India                | Andaman și Nicobar                                                                                      | 1.253,41        | 549,73                |
| Lolland                                           | Europa, Kattegat                                        | Marea Baltică                                                                      | Danemarca            | Regiunea Sjælland                                                                                       | 1.246,48        | 297,59                |
| Shannon                                           | Europa, Groenlanda                                      | Marea Groenlandei                                                                  | Danemarca            | Groenlanda                                                                                              | 1.245,12        | 299,05                |
| Basilan                                           | Asia de Sud-Est, Arhipelagul Sulu                       | Oceanul Pacific                                                                    | Filipine             | Mindanao Musulman și Peninsula Zamboanga                                                                | 1.244,38        | 231,50                |
| Charapucu                                         | America de Sud                                          | Oceanul Atlantic                                                                   | Brazilia             | Pará | 1.232,53        | 417,71                |
| Noua Hanovra                                      | Oceania, Arhipelagul Bismarck                           | Oceanul Pacific                                                                    | Papua Noua Guinee    | Noua Irlandă                                                                                            | 1.223,84        | 241,75                |
| Mangole                                           | Asia de Sud-Est, Insulele Moluce, Arhipelagul Sula      | Oceanul Pacific, Marea Molucelor, Marea Ceram                                      | Indonezia            | Maluku de Nord                                                                                          | 1.219,54        | 331,76                |
| Ben Tre                                           | Asia de Sud-Est                                         | Oceanul Pacific, Marea Chinei de Sud                                               | Vietnam              | Regiunea Delta Mekong                                                                                   | 1.219,53        | 264,24                |
| Manuel Rodriguez Pedro Mont Juan Gullermos Barros | America de Sud                                          | Oceanul Pacific                                                                    | Chile                | Regiunea Magallanes și Antarctica Chiliană                                                              | 1.219,13        | 1.669,89              |
| Campana                                           | America de Sud                                          | Oceanul Pacific                                                                    | Chile                | Regiunea Aisén                                                                                          | 1.213,35        | 830,11                |
| Okinawa                                           | Asia de Est, Insulele Ryukyu                            | Oceanul Pacific, Marea Chinei de Est                                               | Japonia              | Prefectura Okinawa                                                                                      | 1.209,31        | 555,76                |
| Tiburon                                           | America de Nord                                         | Oceanul Pacific, Golful California                                                 | Mexic                | Sonora                                                                                                  | 1.201,84        | 214,26                |
| Wales                                             | America de Nord, Arhipelagul Arctic Canadian            | Oceanul Arctic                                                                     | Canada               | Nunavut                                                                                                 | 1.176,81        | 242,30                |
| Bering                                            | Eurasia, Insulele Komandore                             | Oceanul Pacific, Marea Bering                                                      | Rusia                | Ținutul Kamceatka                                                                                       | 1.173,87        | 459,27                |
| Bintan                                            | Asia de Sud-Est, Arhipelagul Riau                       | Oceanul Pacific, Marea Chinei de Sud                                               | Indonezia            | Riau Kepulauan                                                                                          | 1.168,49        | 382,89                |
| Byam Martin                                       | America de Nord, Arhipelagul Arctic Canadian            | Oceanul Arctic                                                                     | Canada               | Nunavut                                                                                                 | 1.164,26        | 264,76                |
| Clarence                                          | America de Sud, Țara de Foc                             | Oceanul Pacific, Oceanul Atlantic, Strâmtoarea Magellan                            | Chile                | Regiunea Magallanes și Antarctica Chiliană                                                              | 1.162,79        | 863,62                |
| Insula King George                                | Antarctica                                              | Oceanul Antarctic                                                                  | Antarctica           | | 1.148,73        | 338,75                |
| Great Abaco                                       | America de Nord                                         | Oceanul Atlantic                                                                   | Bahamas              | | 1.141,69        | 931,30                |
| Lifou                                             | Oceania, Noua Caledonie                                 | Oceanul Pacific                                                                    | Franța               | Noua Caledonie                                                                                          | 1.140,40        | 241,22                |
| Madre de Dios                                     | America de Sud                                          | Oceanul Pacific                                                                    | Chile                | Regiunea Magallanes și Antarctica Chiliană                                                              | 1.138,21        | 1.358,86              |
| Upolu                                             | Oceania, Insulele Samoa                                 | Oceanul Pacific                                                                    | Samoa                | | 1.133,16        | 237,21                |
| Vanier                                            | America de Nord, Arhipelagul Arctic Canadian            | Oceanul Arctic                                                                     | Canada               | Nunavut                                                                                                 | 1.122,77        | 338,00                |
| Rowley                                            | America de Nord, Arhipelagul Arctic Canadian            | Oceanul Arctic                                                                     | Canada               | Nunavut                                                                                                 | 1.119,79        | 337,64                |
| Pandang                                           | Asia de Sud-Est, Arhipelagul Sunda                      | Oceanul Pacific, Strâmtoarea Malacca                                               | Indonezia            | Batu Bara                                                                                               | 1.118,43        | 178,25                |
| Martinica                                         | Caraibe, Antilele Mici                                  | Oceanul Atlantic, Marea Caraibilor                                                 | Franța               | Martinica                                                                                               | 1.113,42        | 358,30                |
| Delta Yukon                                       | America de Nord                                         | Yukon, Marea Bering                                                                | Statele Unite        | Alaska                                                                                                  | 1.107,59        | 438,15                |
| King                                              | Australasia                                             | Oceanul Pacific, Strâmtoarea Bass                                                  | Australia            | Tasmania                                                                                                | 1.099,49        | 268,50                |
| Oleni                                             | Eurasia                                                 | Oceanul Arctic, Marea Kara                                                         | Rusia                | Iamalia-Neneția                                                                                         | 1.072,71        | 243,55                |
| Cameron                                           | America de Nord, Arhipelagul Arctic Canadian            | Oceanul Arctic                                                                     | Canada               | Nunavut                                                                                                 | 1.062,19        | 400,82                |
| Tahiti                                            | Oceania, Arhipelagul Societății                         | Oceanul Pacific                                                                    | Franța               | Polinezia franceză                                                                                      | 1.051,29        | 216,17                |
| Atka                                              | America de Nord, Insulele Aleutine                      | Oceanul Pacific                                                                    | Statele Unite        | Alaska                                                                                                  | 1.049,05        | 909,85                |
| Cape Cod                                          | America de Nord                                         | Oceanul Atlantic                                                                   | Statele Unite        | Massachusetts                                                                                           | 1.047,33        | 637,91                |
| Hiiumaa                                           | Europa, Arhipelagul Estonian                            | Marea Baltică                                                                      | Estonia              | Comitatul Hiiu                                                                                          | 1.044,97        | 311,27                |
| Serrano                                           | America de Sud, Arhipelagul Wellington                  | Oceanul Pacific                                                                    | Chile                | Regiunea Aisén                                                                                          | 1.034,93        | 508,32                |
| Maya Karimata                                     | Asia de Sud-Est                                         | Oceanul Pacific, Marea Chinei de Sud                                               | Indonezia            | Kalimatan de Vest                                                                                       | 1.021,89        | 167,79                |
| Grande Comore                                     | Africa                                                  | Oceanul Indian                                                                     | Comore               | | 1.018,61        | 201,59                |
| Mornington                                        | Australasia                                             | Oceanul Pacific, Marea Arafura, Golful Carpentaria                                 | Australia            | Queensland                                                                                              | 1.017,90        | 302,38                |
| Resolution                                        | America de Nord, Arhipelagul Arctic Canadian            | Oceanul Arctic, Strâmtoarea Davis                                                  | Canada               | Nunavut                                                                                                 | 1.011,63        | 617,05                |
| Vansittart                                        | America de Nord, Arhipelagul Arctic Canadian            | Oceanul Arctic                                                                     | Canada               | Nunavut                                                                                                 | 1.008,89        | 504,17                |
| Padangtikar                                       | Asia de Sud-Est, Arhipelagul Sunda                      | Oceanul Pacific, Marea Chinei de Sud                                               | Indonezia            | Kalimantan de Vest                                                                                      | 1.008,39        | 228,59                |
| Alexandra                                         | Eurasia, Arhipelagul Franz Josef                        | Oceanul Arctic                                                                     | Rusia                | Regiunea Arhanghelsk                                                                                    | 1.008,11        | 436,72                |
| Santiago                                          | Africa, Insulele Sotavento                              | Oceanul Atlantic                                                                   | Capul Verde          | | 1.007,15        | 207,09                |